# Siège de Bergues (1646)
Pour les articles homonymes, voir Siège de Bergues.
Guerre de Trente Ans
Batailles
Le siège de Bergues-Saint-Vinox, plus simplement appelée siège de Bergues, eut lieu du 27 juillet au 1er août 1646, et se termina par la prise de la ville par les armées française sous le commandement de Gaston duc d'Orléans, sur l’armée espagnole durant la guerre de Trente Ans, prélude aux sièges de Mardyck et de Dunkerque.

## Contexte
En 1646, pendant que les alliés des Pays-Bas espagnols menacent de prendre Anvers à la monarchie catholique espagnole, obligeant celle-ci à découvrir son front occidental, la France remporte quelques brillants succès en Flandre, le long de la Lys. Commandées par Gaston de France, duc d'Orléans, les troupes françaises arrivent devant Bergues-Saint-Winoc le 17 juillet 1646 et l'investissent immédiatement.

### Ordre de bataille
Le commandant en chef Gaston de France, duc d'Orléans, partage son armée en 4 corps :
| Quartier de son Altesse Royale - Régiment des Gardes Françaises - Régiment des Gardes Suisses - Régiment de la Reine infanterie - Régiment de Rantzau infanterie - Gendarmes du Roi - Chevau-légers du Roi - Compagnie de la Reine - Compagnie du Prince Thomas - Compagnie de son Altesse - Compagnie de Monsieur l'Hospital Corps Villequier - Régiment de Chapes cavalerie - Régiment de Villequier cavalerie - Régiment les Boulonnois cavalerie - Garnison de Montreuil - Garnison de Boulogne - Garnison de Calais - Garnison de Gravelines - Garnison de Bourbourg | Corps d'Anguien - Compagnie de la Reine - Compagnie de Condé - Compagnie de la Reine - Compagnie d'Anguien - Compagnie de Longueuille - Compagnie du Prince Maurice de Savoie - Régiment Royal cavalerie - Régiment de Mazarin cavalerie - Régiment Deseaux Gesures cavalerie - Régiment de Meille cavalerie - Régiment de Marsin cavalerie - Régiment de Saint-Simon cavalerie - Régiment d'Anguien cavalerie - Régiment des Carabins cavalerie - Régiment de Persan infanterie - Régiment de Conti infanterie - Régiment d'Albre infanterie - Régiment de Vatteuille infanterie (suisse) - Régiment de Mazarin infanterie - Régiment d'Anguein (Enghein) infanterie |

| Corps Ranzau - Régiment de son Altesse cavalerie - Régiment de la Ferté Imbault cavalerie - Régiment de Beaujeu cavalerie - Régiment de Harcourt cavalerie - Régiment de Rantzau cavalerie - Régiment de Rab Croates cavalerie (croates) - Régiment des Fusiliers cavalerie - Régiment de son Altesse infanterie - Régiment de Piémont infanterie - Régiment de Molondin infanterie (suisse) | Corps Gassion - Régiment de Gassion cavalerie - Régiment de Coeslin cavalerie - Régiment de Bergeret cavalerie - Régiment de Bussy Elmoru cavalerie - Régiment de La Rocheguyon cavalerie - Régiment de Sillart cavalerie - Régiment de Picardie infanterie - Régiment de Navarre infanterie - Régiment d'Estrées infanterie - Régiment de Bournonville infanterie - Régiment de Rocby infanterie (irlandais) - Régiment des Gardes écossaises |

## Le siège
Après plusieurs attaques et privée de tout secours, la place se rend le 1er août 1646 après une faible résistance.

## Conséquences
La place prise, on distinguait en tête des vainqueurs le marquis de Puységur qui demeura le reste de la campagne dans la ville, le maréchal de France Josias Rantzau qui fut nommé gouverneur de la ville le 5 novembre suivant, les comtes de La Feuillade et de Lamesan, le duc d'Aumont, les maréchaux Gassion, d'Albret et de Clérambault.
Lorsque l'armée quitta ce territoire, le duc d'Aumont, qui commandait l'avant-garde, rencontra sur les dunes douze escadrons de cavalerie ennemie qu'il força après une charge vigoureuse de rentrer dans Dunkerque qui sera rapidement assiégée.